# 모르텐 튈둠
모르텐 튈둠(노르웨이어: Morten Tyldum, 1967년 ~ )은 노르웨이의 영화 감독이다. 《헤드헌터》(2011)와 《이미테이션 게임》(2014)의 감독으로 잘 알려져 있다.

## 생애
1967년 태어났다. 10대 때는 뮤지션을 꿈꾸었으나 1990년대 영화 산업과 TV 산업이 흥하자 영화 감독이 되기로 마음먹었다. 수많은 미국 영화와 영국 영화를 보며 자랐다. 현재 가족과 함께 미국 베벌리힐스에 거주하고 있으나, 고국 노르웨이의 집은 아직 남아있다.

## 경력
2011년에 튈둠은 요 네스뵈의 동명 소설을 원작으로 한 영화 《헤드헌터》(Hodejegerne)로 큰 유명세를 탔고, 이를 통해 할리우드에 입성했다. 2014년에는 앨런 튜링의 삶을 다룬 영화 《이미테이션 게임》을 만들었다. 이 영화는 튈둠의 첫 영어 장편영화이다. 《이미테이션 게임》은 제87회 아카데미상에서 여덟 개 부문에 후보로 지명되었다.

## 작품 목록
- 패신저스(연출)